# 바퀴 (각도)
바퀴(Turn) 또는 회전은 각도의 하나로 360도 또는 2pi 라디안이다.

## 같이 보기
- 헤르츠
- 분당 회전수